# جونگ وونگ این
جونگ وونگ این (کره‌ای: 정웅인؛ زادهٔ ۲۰ ژانویه ۱۹۷۱) بازیگر اهل کره جنوبی است. او به خاطر ایفای نقش در مجموعه‌های تلویزیونی خانواده اوجاک‌گیو، می‌توانم صدایت را بشنوم و فیلم حس و حال سئول شناخته می‌شود.